# Камерано Казаско
Камера̀но Каза̀ско (на италиански: Camerano Casasco; на пиемонтски: Cameran, Камеран) е село и община в Северна Италия, провинция Асти, регион Пиемонт. Разположено е на 300 m надморска височина. Населението на общината е 502 души (към 2010 г.).